# جیمز وی هارت
جیمز وی هارت (انگلیسی: James V. Hart؛ زادهٔ ۱۹۶۰) فیلم‌نامه‌نویس اهل ایالات متحده آمریکا است.